# Seyssel (Ain)
Seyssel es una comuna francesa del departamento de Ain, en la región de Auvernia-Ródano-Alpes.

## Geografía
Existe otra comuna del mismo nombre en Alta Saboya, que limita con la de Ain, separándolas el río Ródano.

## Demografía
| 898 | 1003 | 1001 | 1029 | 1043 | 831 | 817 | 801 | 897 | 965 |
| Para los censos de 1962 a 1999 la población legal corresponde a la población sin duplicidades (Fuente: INSEE [Consultar]) |      |      |      |      |     |     |     |     |     |